# ملعب الأمير محمد بن فهد
استاد الأمير محمد بن فهد بن عبد العزيز، ( ملعب رعاية الشباب بالدمام ) سابقًا هو ملعب كرة القدم يقع في مدينة الدمام بالمنطقة الشرقية من المملكة العربية السعودية يقع استاد الأمير محمد بن فهد على مدخل مدينة الدمام من الجهة الجنوب شرقية ، أنشئ الملعب سنة 1973م أثناء تولي الأمير عبد المحسن بن جلوي إمارة المنطقة الشرقية، ويتسع لنحو 36000 ألف متفرج. أقيمت عليه نهائيات كأس آسيا للشباب عام 2008 م إضافة إلى ملعب الأمير سعود بن جلوي بالخبر وخصص الملعب لناديي الاتفاق سابقًا والنهضة سابقًا و الخليج. وقد أنشئ الاستاد على مساحة 105929.06 م2.

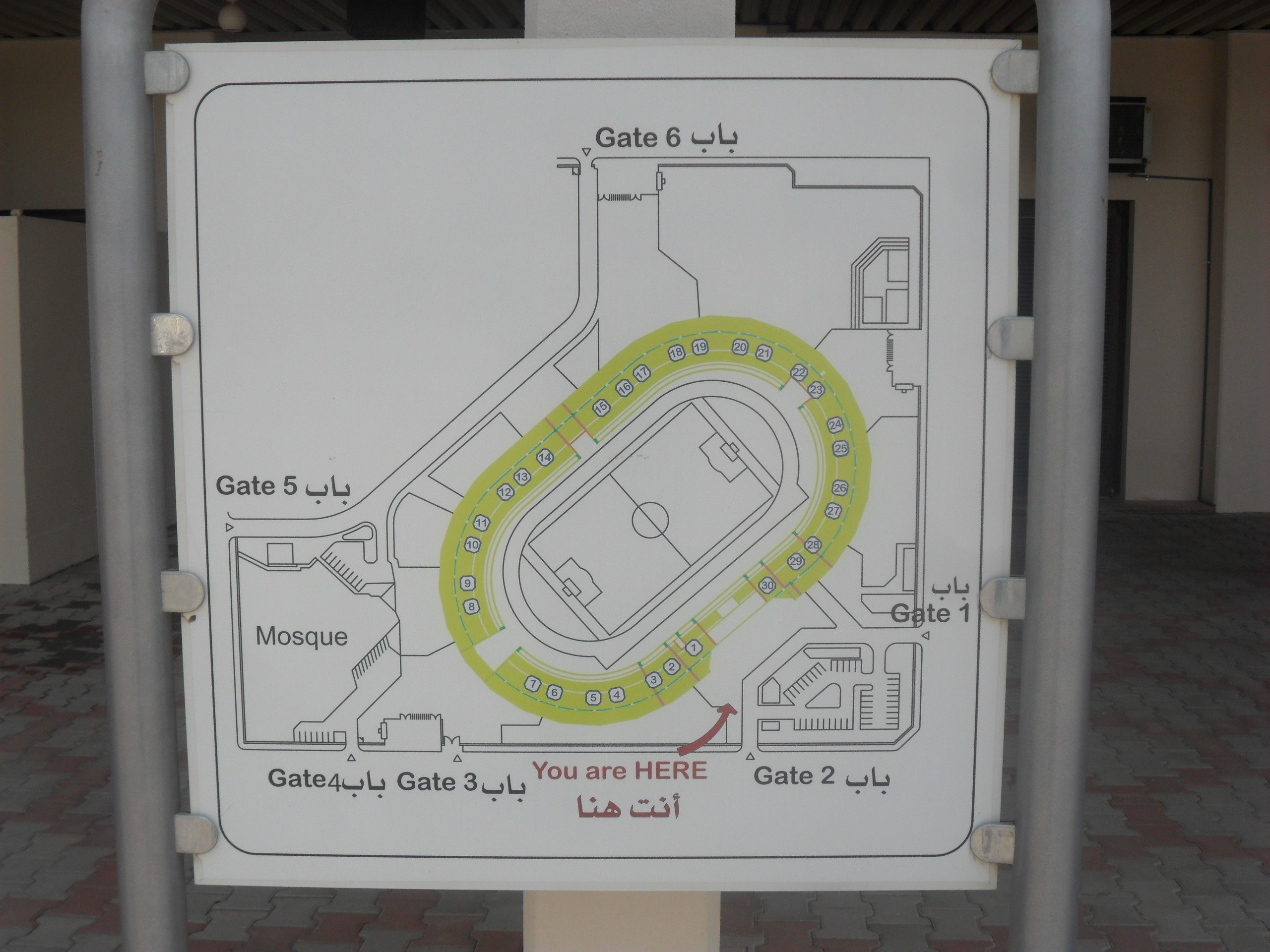
خارطة الملعب

| عدد المقاعد العامة:             | 36,000                           |
| سنة الإنشاء:                    | 1973                             |
| الأرضية:                        | عشبية                            |
| خريطة موقع الملعب:              | خريطة موقع الملعب                |
| أول مباراة لعبت على أرض الملعب: | 16 أبريل 1999 - الهلال ضد الشباب |

## المنشآت المتاحة[1]
يتضمن الملعب على:
- مبنى كبار الشخصيات والملحقات
- مبنى المـسـجد والملحقات.
- مباني غرف بيع التذاكر
- ملعب كرة القدم العشبي ومضمار ألعاب القوى

## التطوير
وفي يناير 2023 كشفت لجنة «السعودية 2027» المعنية بالملف السعودي لاستضافة بطولة كأس أمم آسيا 2027 عن الملاعب الجديدة والمطورة لاستضافة البطولة ومن بينها استاد الأمير محمد بن فهد، وتشمل عملية التطوير زيادة عدد المدرجات وإزالة مضمار الجري.